# The Way of a Girl

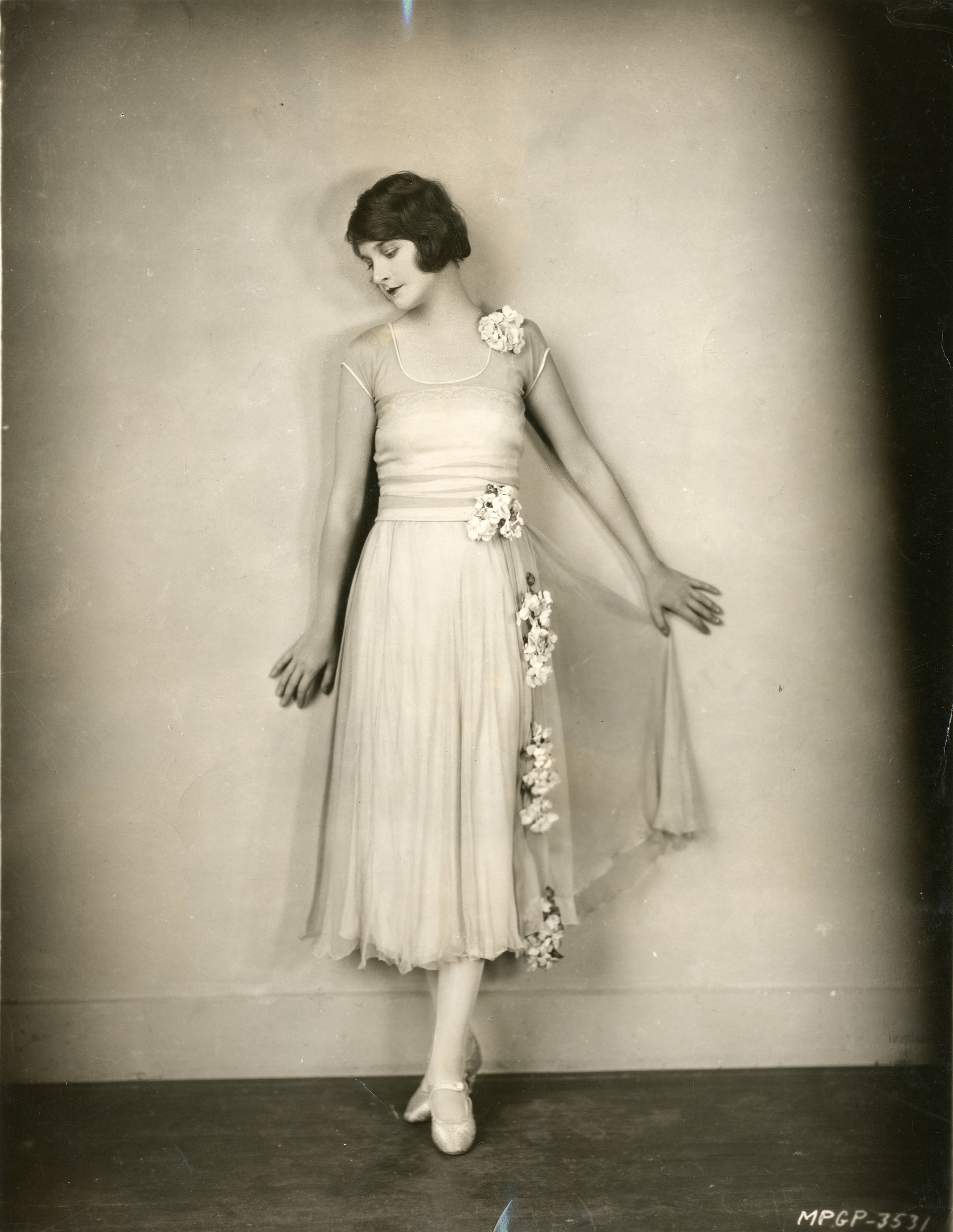
Eleanor Boardman dans un costume du film.

The Way of a Girl est un film américain réalisé par Robert G. Vignola et sorti en 1925.

## Synopsis
Entendant son fiancé dire à son père qu'il sait tout sur la manipulation des filles, Rosamond décide de lui montrer qu'il n'en sait rien. Ses frasques la conduisent en prison pour excès de vitesse. Son fiancé la sauve de sa peine de dix jours. Toujours têtue dans sa conviction qu'aucun homme ne peut la maîtriser, elle conduit imprudemment sur un talus et est sauvée par deux criminels qui se cachent dans une grotte. Après avoir échappé à ce qui semble être une mort certaine, elle est sauvée et "apprivoisée", admettant sa soumission.

## Fiche technique
- Réalisation : Robert G. Vignola
- Scénario : Albert S. Le Vino d'après une histoire de Katharine Newlin Burt
- Producteurs : Louis B. Mayer, Irving Thalberg
- Photographie : John Arnold
- Distributeur : Metro-Goldwyn-Mayer
- Durée : 60 minutes (6 bobines)[1]
- Date de sortie : 
  - États-Unis : 29 mars 1925

## Distribution
- Eleanor Boardman : Rosamond
- Matt Moore : George
- William Russell : Brand
- Matthew Betz : Matt
- Charles K. French : le juge